# Supunna smaragdinea
Supunna smaragdinea är en spindelart som beskrevs av Simon 1909. Supunna smaragdinea ingår i släktet Supunna och familjen flinkspindlar.
Artens utbredningsområde är Western Australia. Inga underarter finns listade i Catalogue of Life.